# 三ツ矢歌子
三ツ矢 歌子（みつや うたこ、1936年8月1日 − 2004年3月24日）は、日本の女優。
大阪府堺市東区出身。プール学院高等学校卒業。血液型A型。本名は小野田 宇汰子。
夫は小野田嘉幹。平田昭彦は義弟（夫の実弟）、音羽美子は義妹（夫の妹）、久我美子は義妹（義弟の妻）、野平ゆきは義子（息子の妻）。

## 来歴・人物
学生時代の同級生には坂本スミ子がいた。
1955年、学生時代の女友達が内緒で新東宝の新人募集に応募書類を送ったところ、合格。第4期スターレットとして入社（同期は北沢典子、原知佐子、万里昌代、朝倉彩子など）。
1956年の『君ひとすじに』で銀幕デビューを果たし、池内淳子、久保菜穂子と「新東宝現代劇の女優三羽烏」と呼ばれ、1961年の倒産まで出演を続けた。
1960年に小野田と結婚（後年、「新東宝が潰れそうだったので結婚に踏み切りました」と語っていた）。二男をもうける。
テレビドラマへと活動の場を移すと、出演した昼ドラマが必ず2桁の視聴率を獲得したことから「昼メロの女王」と呼ばれた。
2004年3月24日、間質性肺炎のため都内の病院で死去。67歳没。同期の原は三ツ矢の訃報を受けてのインタビューで「歌子ちゃんはスターに成るべく新東宝に入社して来た人だった」と語っていた。

## 出演

### 映画
- 君ひとすじに（1956年）
- 何故彼女等はそうなったか（共演：香川京子。1956年）
- 女真珠王の復讐（1956年）※DVD発売
- 海女の戦慄（1957年）※DVD発売
- 暁の非常線（1957年）※DVD発売
- 肉体女優殺し 五人の犯罪者（1957年）※DVD発売
- スーパージャイアンツ 人工衛星と人類の破滅（1957年）※DVD発売
- スーパージャイアンツ 宇宙艇と人工衛星の激突（1958年）※DVD発売
- 人喰海女（1958年、新東宝）
- 姑娘と五人の突撃兵（1958年）※DVD発売
- 戦場のなでしこ（1959年）※DVD発売
- 闘争の広場（監督：三輪彰。1959年）
- 人間の壁（監督：山本薩夫。1959年）※DVD発売
- 裸女と殺人迷路（1959年）
- 激闘の地平線（1960年）
- 女奴隷船（1960年）※DVD発売
- 黒線地帯（1960年）※DVD発売
- 地獄（監督：中川信夫。1960年）※DVD発売
- 男の代紋（1972年）
- 暖春（1965年）
- 徳川の女帝 大奥（1988年）※DVD発売

### テレビドラマ

#### NHK
- すべってころんで
- 花ぐるま
- 春の珍客
- 澪つくし（1985年） - 名取ぎん 役
- 京、ふたり（1990年） - 大蔵たか子 役

#### 日本テレビ
- 可愛い恋人 現代のメルヘン（1962年11月23日） - ※映像が現存する
- 気まぐれ本格派（1977 ‐ 1978年） ‐ 清水袖子 役
- オレの愛妻物語（1978年） ‐ 猫田淳子 役
- そっとさよなら（1979年） ‐ 瓜生悦子 役
- 炎の犬（1981年） - 中江恵子 役
- おやじの台所（1981年） ‐ 徳大寺咲枝 役
- 先生は一年生（1981年） -  東貴子（円の母） 役
- 新・熱中時代宣言（1986年） ‐ 雨傘松江 役
- こんな学園みたことない!（1987年） ‐ 野々山百合子（学園長） 役
- 水曜グランドロマン「ニセ学歴」（1989年6月7日）
- 火曜サスペンス劇場
  - 母の神話の崩れる時（1983年）
  - 女からの眺め（1987年） - 麻生花絵 役
  - 追跡3（1998年） - 山下聡子 役
  - 女監察医・室生亜季子27（2000年） - 牧田静 役
  - 小京都ミステリー28（2000年） - 河合滋子 役
- 木曜ゴールデンドラマ
  - 「許せ妻よ子よ!」（1984年）
  - 「夫に愛の手を!?」（1986年）
  - 「愛と憎しみのいのち」（1987年）
  - 「愛さずにはいられない」（1990年）
  - 「殺意の彩」（1991年）

#### TBS
- カミさんと私 その12（1963年11月3日） - ※映像が現存する
- 華麗なる一族（1974年） - 美馬一子 役
- はじめまして（1975年） - 館林稀代 役
- ごめんねママ
- 花王愛の劇場
  - 女の絶唱（1969年2月 - 4月）
  - 新女の絶唱（1970年1月 - 2月）
  - 人妻椿（1971年8月 - 10月）
  - 愛染椿（1972年5月 - 7月） ‐ 椿加代 役
  - 妻と女の間（1975年3月 - 5月） - 小池安澄 役
  - 愛の秘密（1976年5月 - 7月）
  - 愛とおそれと（1980年3月 - 5月）
- それ行け!カッチン（1975年） ‐ 谷川京子 役
- 水の炎（1976年7月 - 10月）
- 妻の渇き
- 愛とおそれと
- 女7人あつまれば（1982年） ‐ 大道寺蘭子 役
- 不良少女とよばれて（1984年） ‐ 葉山多賀子 役
- 松本清張スペシャル・支払い過ぎた縁談（1985年10月2日）
- 母さんと呼びたい
- HOTEL (テレビドラマ) 第1シリーズ（1990年） - 小谷文子 役
- 月曜ドラマスペシャル
  - 「和服デザイナー探偵2」（1997年） - 結城良江 役

#### フジテレビ
- 午後の微笑（1966年1月 - 4月）
- 誰がための愛（1968年4月 - 6月）
- 風の視線（1970年4月 - 7月）
- 裁きの家（1970年） - 小田島優子 役
- 金メダルへのターン!（1970 - 1971年）  ‐ 速水（千葉）よしえ 役
- 裁きの家（1973年）
- 大奥（1983年）
- 裸の大将
  - 第28話「清と伊豆の踊り子たち」（1988年） ‐ 多江 役
  - 第71話「清のファインプレー」（1995年） ‐ 河井秋江 役
  - 第79話「清が見た画家の秘密」（1996年） - 矢野登美子 役
- 鬼平犯科帳 第4シリーズ 第11話「掻堀のおけい」（1993年、中村吉右衛門版） - 掻堀のおけい 役
- くたばれ!かあちゃん
- いまどきの姑
- 一休さん
- 三婆（金曜女のドラマスペシャル）
- 私の叔父さん（1995年10月6日）
- 緋の稜線（1998年） ‐ 各務和子 役
- 金曜エンタテイメント 「ニュースキャスター沢木麻沙子3」（2000年） - 鈴木冬子 役

#### テレビ朝日
- 遠山の金さん 第1シリーズ 第51話「夜霧のめぐり逢い・犯罪河岸の尼僧!」（1983年、高橋英樹版） - 妙心尼 役
- 亭主の家出（1978 - 1979年） - 鯉沼琴江 役
- 見えない影（1979年） - 橋本妙子 役
- 鬼平犯科帳（1980 - 1982年） - 久栄 役
- 必殺仕事人V・風雲竜虎編 （1987年) - 吉野局 役
- 横溝正史傑作サスペンス 犬神家の一族（1990年） - 犬神竹子 役
- 将軍家光忍び旅（1990年） ‐ 春日局 役
- 殿さま風来坊隠れ旅（1994年） ‐ 松乃 役
- 土曜ワイド劇場
  - 江戸川乱歩の美女シリーズ　「氷柱の美女」（1977年） - 柳倭文子 役
  - 京都妖怪地図
    - 第3作（1985年） - 佐竹まつ子 役
    - 第4作（1986年） ‐ 折笠涼子 役

  - 考古学者シリーズ11　新妻殺し（1991年） - 赤松久江 役
  - はみだし弁護士・巽志郎2（1997年） - 永島敏子 役
  - 牟田刑事官事件ファイル24（1998年） - 望月しの 役
  - 行きずりの街（2000年） - 金子夏代 役

#### テレビ東京
- 月曜・女のサスペンス「消えない秘密」（1988年8月1日）

### 舞台
- 女人太閤記（三越劇場）
- 父と呼べ（前進座）
- 藤田まこと特別公演「浪花のれん　包丁一代」
- 森進一特別公演「絢爛義経絵巻 この愛よ永遠に」
- 五木ひろし特別公演「銭形平次捕物控・姉弟しぐれ」
- 伍代夏子特別公演「時雨河岸物語 恋しぐれ」
- 大月みやこ特別公演「曽根崎心中 お初燃える恋」
- 兄妹港〜海鳴りの町〜
- お染久松

### その他のテレビ番組
- クイズ!年の差なんて
- 三枝の愛ラブ!爆笑クリニック （1981年9月 - 1982年8月・初代アシスタント）
- シャボン玉ホリデー（1976年放送の第2期レギュラー）

他多数

### テレビCM
- 味の素「味の素ギフト」
- ホクセイアルミニウム「ホクセイ電子炊飯ジャー」（1973年）
- JR西日本「ジパング倶楽部」

など多数

## 文献
- 桜は二度咲いた―肺がんと闘い、逝った女優・三ツ矢歌子（小野田嘉幹著・2006年4月・イースト・プレス）ISBN 4-87257-672-1

## 関連書籍
- 『映画監督 中川信夫』 滝沢一、山根貞男・編。リブロポート ISBN 9784845702527
- 『「20世紀を輝いた美女たち」スター青春グラフィティ　池谷朗[昔]写真館』　ISBN 4-87709-374-5